# Terre-de-Haut
Terre-de-Haut is een eiland en gemeente in Guadeloupe. Terre-de-Haut telt 1.519 inwoners (2019). De oppervlakte bedraagt 5,2 km². Het eiland wordt gerekend tot de eilandengroep Îles des Saintes. Het hoogste punt is Le Chameau met een hoogte van 309 meter.

## Geschiedenis
De Îles des Saintes-eilanden werden ontdekt door Christoffel Colombus op 4 november 1493. De Baie des Saintes, de baai in het noorden van Terre-de-Haut werd gebruikt door piraten en boekaniers. In 1648 werd het eiland gekoloniseerd door Fransen die voornamelijk uit Bretagne kwamen. Het eiland was te droog en niet geschikt voor plantages, maar heeft een strategische baai.
Terre-de-Haut werd verschillende keren veroverd door de Verenigd Koninkrijk, en heroverd door Frankrijk. In 1763 gaf koning Lodewijk XVI opdracht voor de bouw van Fort Louis. 1777 werd Fort de la Reine op Îlet à Cabrit gebouwd tegenover de haven van Terre-Haut. Tussen 9 en 12 april 1782, tijdens de Amerikaanse Revolutie, vond de Slag bij Les Saintes plaats waarin de Franse vloot werd verslagen door de Britse vloot.
Terre-de-Haut bleef Brits bezit tot 1802 toen het eiland werd heroverd door Napoleon Bonaparte. In 1805 werd het fort hernoemd in Fort Napoléon des Saintes. Fort de la Reine werd hernoemd in Fort Joséphine. In 1809 werd het eiland heroverd door de Britten, en werd het fort verwoest. In 1816 werd Terre-de-Haut teruggegeven aan Frankrijk. In 1844 werd het fort herbouwd. In 1882 werd de gemeente opgericht.
Tijdens de Tweede Wereldoorlog werd Fort Napoléon des Saintes door Vichy-Frankrijk gebruikt om politieke gevangenen op te sluiten. In 1957 tijdens de gemeenteraadsverkiezingen overleed Théodore Samson, de burgemeester van Terre-de-Haut, onder verdachte omstandigheden, en braken er twee dagen van rellen uit op het eiland. In de tweede helft van de 20e eeuw begon Terre-de-Haut zich te ontwikkelen als toeristisch centrum.

## Pain de Sucre
Pain de Sucre (suikerberg) is een vulkanische heuvel van 53 meter hoog die zich in het westen van het eiland bevindt. De heuvel vormt een schiereiland in Baie des Saintes en heeft een bijna verticale muur van granietblokken aan de zeezijde. Pain de Sucre is alleen via een wandelpad door de heuvels te bereiken. Naast de heuvel ligt een witzandstrand met kalm water. Het strand is vrij rustig omdat het moeilijk te bereiken is.

## Plage de Pompierre
Plage de Pompierre is een witzandstrand dat ongeveer 1,6 km ten noordoosten van de hoofdplaats ligt. Het strand is beschermd door een koraalriffen en heeft rustig water dat geschikt is voor kinderen. In de baai bevindt zich een klein eilandje waar naar toe kan worden gezwommen. Het heeft veel voorzieningen, en is geschikt voor snorkelen.

## Grande Anse
Grande Anse is een lang strand westelijk van het vliegveld. Het water aan het strand is gevaarlijk, en er geldt een zwemverbod, maar het heeft een mooi uitzicht op de eilanden Marie-Galante en Dominica.

## Transport
Vanaf de haven van Terre-de-Haut vertrekken veerboten naar Trois-Rivières op Basse-Terre, Pointe-à-Pitre op Grande-Terre, en Terre-de-Bas. Er zijn tevens minder frequente diensten naar Saint-François en Marie-Galante.
Terre-de-Haut heeft de beschikking over de luchthaven Les Saintes, maar het vliegveld is alleen geschikt voor kleine vliegtuigen.

## Galerij

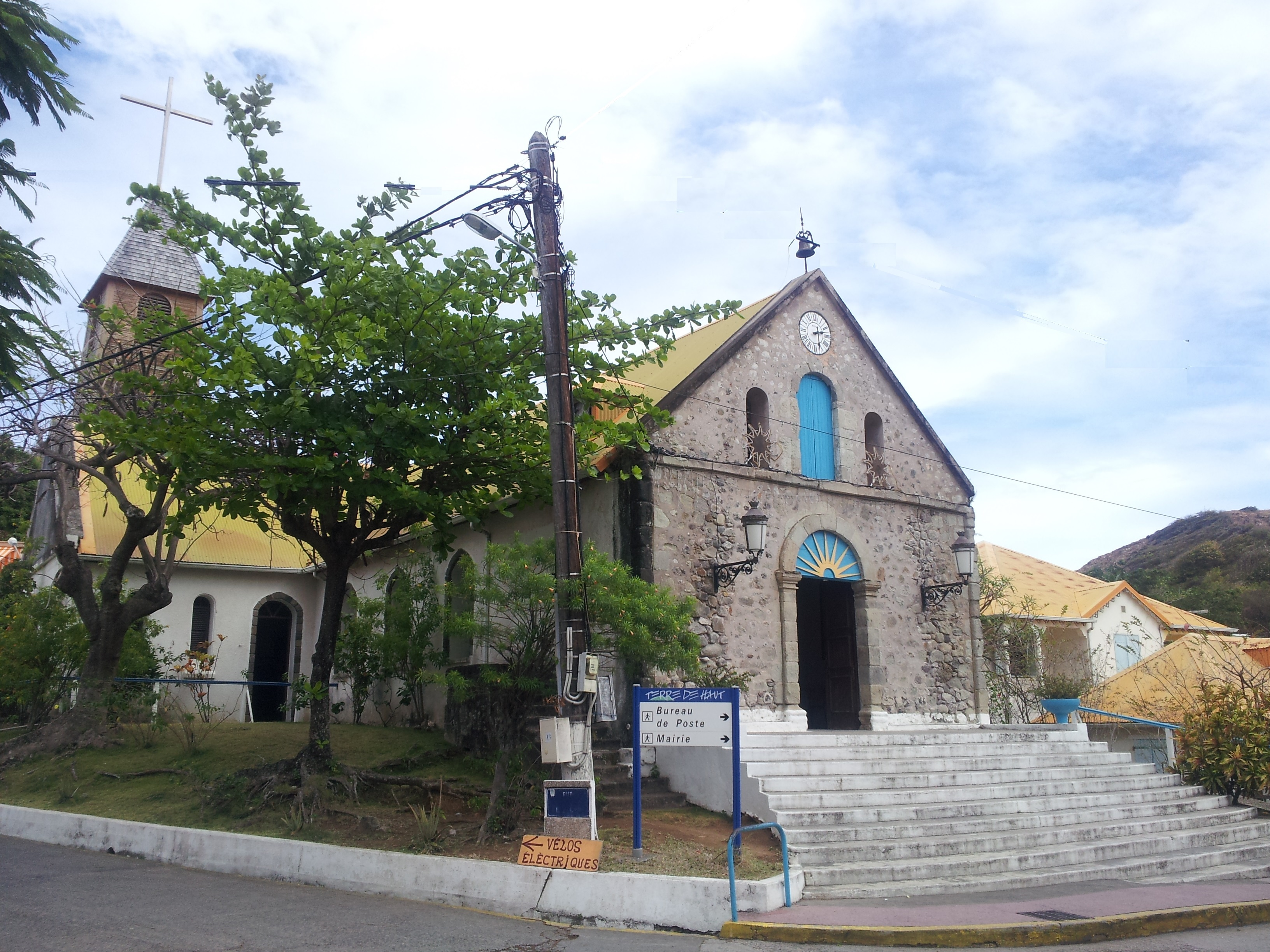
Kerk
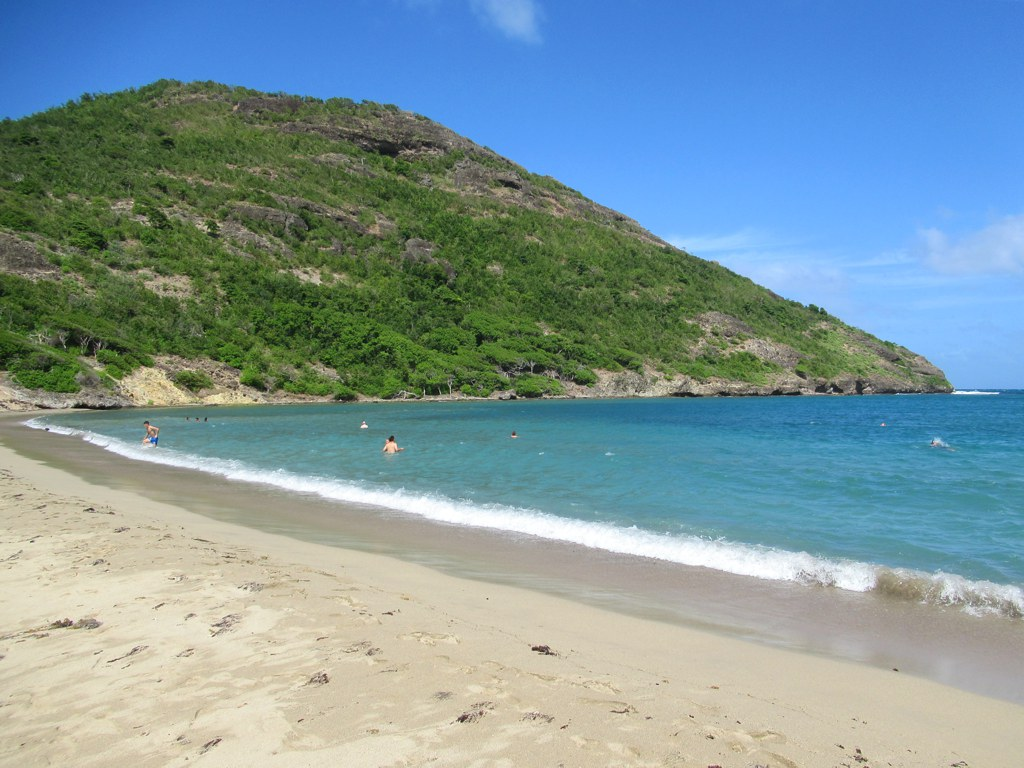
Plage de Pompierre
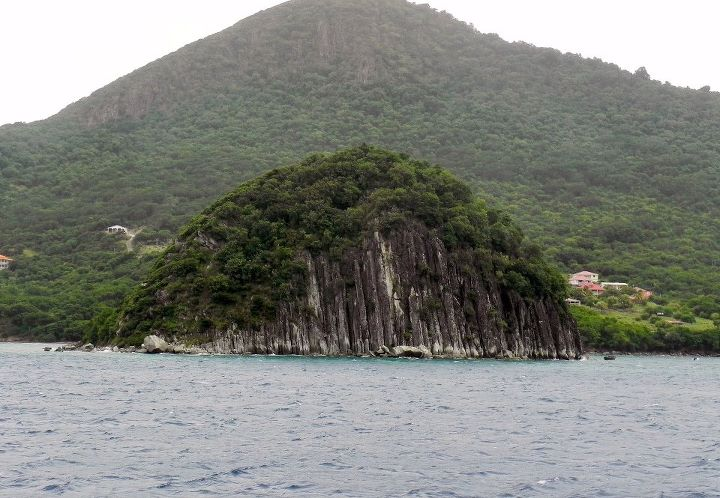
De verticale muur van Pain de Sucre
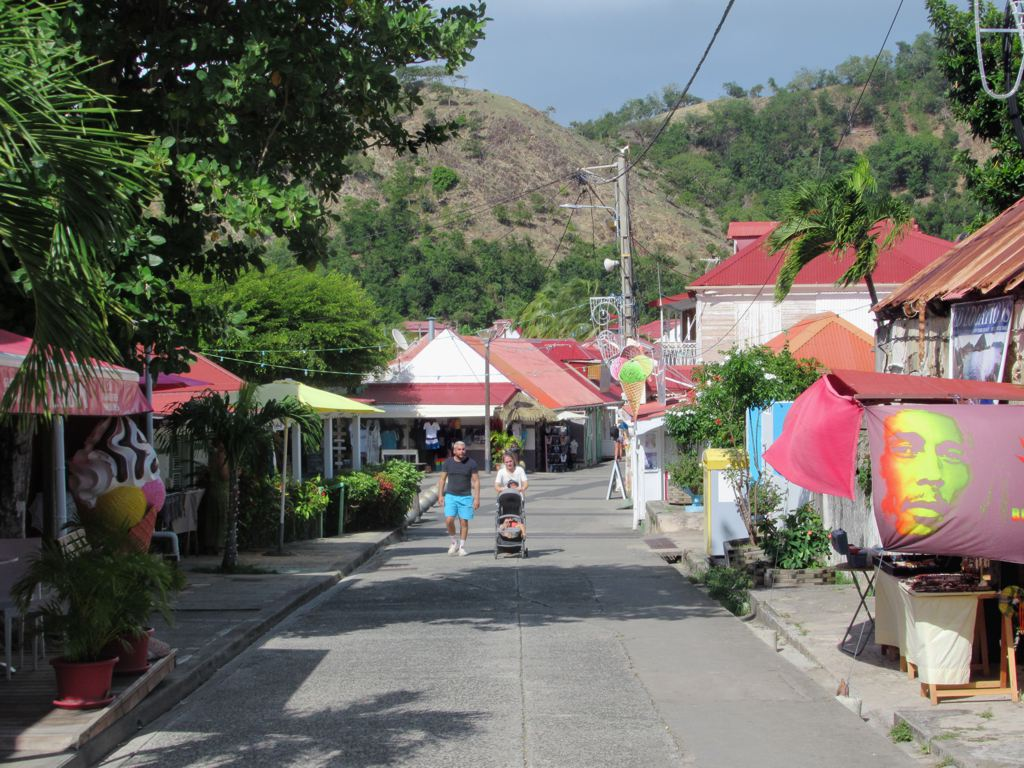
Straat in Terre-de-Haut

- Bibliothèque nationale de France: cb13337786w (data)
- Library of Congress Control Number: n82042817
- Nationale Bibliotheek van Israël: 987007562156505171
- Virtual International Authority File: 141912788

Les Abymes · Anse-Bertrand · Baie-Mahault · Baillif · Basse-Terre · Bouillante · Capesterre-Belle-Eau · Capesterre-de-Marie-Galante · Deshaies · La Désirade · Le Gosier · Gourbeyre · Goyave · Grand-Bourg · Lamentin · Morne-à-l'Eau · Le Moule · Petit-Bourg · Petit-Canal · Pointe-à-Pitre · Pointe-Noire · Port-Louis · Saint-Claude · Sainte-Anne · Sainte-Rose · Saint-François · Saint-Louis · Terre-de-Bas · Terre-de-Haut · Trois-Rivières · Vieux-Fort · Vieux-Habitants
Basse-Terre (Îlets Pigeon) · Grande-Terre (Îlet du Gosier) · Îles des Saintes (Îlet à Cabrit · Grand-Îlet · Terre-de-Bas · Terre-de-Haut) · La Désirade (Îles de la Petite-Terre) · Marie-Galante